# Columbia City (Indiana)
Columbia City é uma cidade localizada no estado americano de Indiana, no Condado de Whitley.

## Demografia
Segundo o censo americano de 2000, a sua população era de 7077 habitantes.
Em 2006, foi estimada uma população de 8121, um aumento de 1044 (14.8%).

## Geografia
De acordo com o United States Census Bureau tem uma área de
13,5 km², dos quais 13,5 km² cobertos por terra e 0,0 km² cobertos por água. Columbia City localiza-se a aproximadamente 262 m acima do nível do mar.

## Localidades na vizinhança
O diagrama seguinte representa as localidades num raio de 20 km ao redor de Columbia City.